# Marcel Duchamp
Henri-Robert-Marcel Duchamp (AFI: /maʁˈsɛl dyˈʃɑ̃/; Blainville-Crevon, 28 luglio 1887 – Neuilly-sur-Seine, 2 ottobre 1968) è stato un pittore, scultore e scacchista francese naturalizzato statunitense nel 1955.

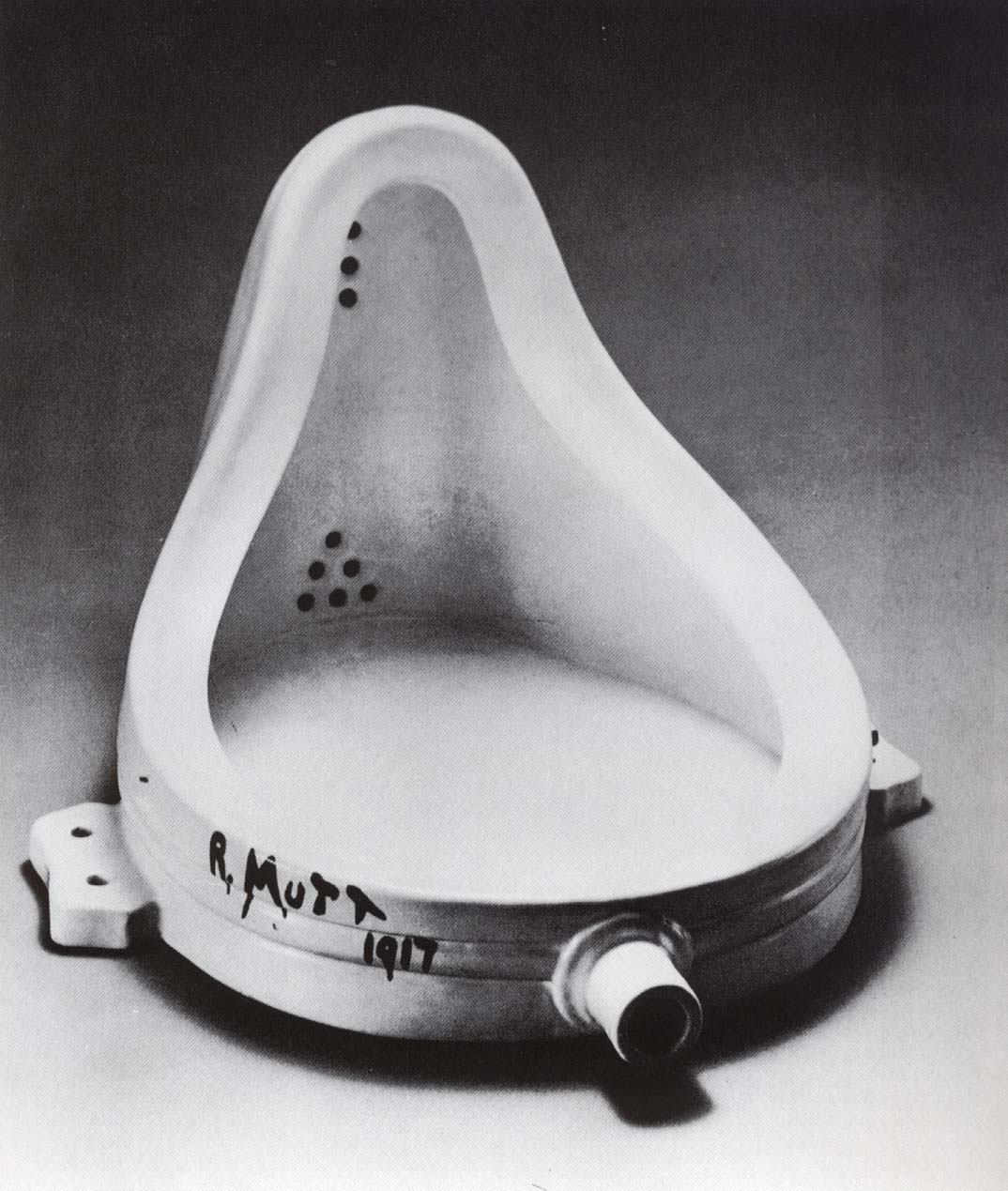
Fontana, un esempio di ready-made.

Considerato fra i più importanti e influenti artisti del XX secolo, nella sua lunga attività si occupò di pittura (attraversando le correnti del fauvismo e del cubismo), fu animatore del dadaismo e del surrealismo, e diede poi inizio all'arte concettuale, ideando il ready-made e l'assemblaggio.  

## Biografia
Nato da Eugène Duchamp e da Lucie Nicolle (figlia del pittore e incisore Émile Frédéric Nicolle), che avevano avuto sette figli, uno morto infante, aveva tre fratelli artisti di successo: 
- Jacques Villon (1875–1963), pittore, incisore;
- Raymond Duchamp-Villon (1876–1918), scultore;
- Suzanne Duchamp-Crotti (1889–1963), pittrice.

Nel 1915 incontrò il fotografo e pittore statunitense Man Ray con cui strinse un'amicizia che durerà tutta la vita. L'anno successivo fondò, con i mecenati Katherine Dreier e Walter Arensberg, la Society of Independent Artists.
Nel 1918 si trasferì a Buenos Aires, dove rimase fino alla metà dell'anno seguente, poi nel 1923 tornò a Parigi. A partire dal 1923, Duchamp diradò progressivamente la produzione artistica e per dieci anni si occupò quasi esclusivamente di scacchi, arrivando ad alti livelli (fu capitano della squadra olimpica francese, nella quale giocava anche il campione del mondo Aleksandr Alechin). Decise di stabilirsi definitivamente a New York nel 1942 dove, nel 1951, fu indagato da Joseph McCarthy ma rimase al sicuro grazie a suoi «amici potenti». Nel 1954 sposò Alexina "Teeny" Sattler Matisse, che gli rimarrà accanto fino alla morte.

## Pseudonimi
- Rrose Sélavy

(Marcel Duchamp)

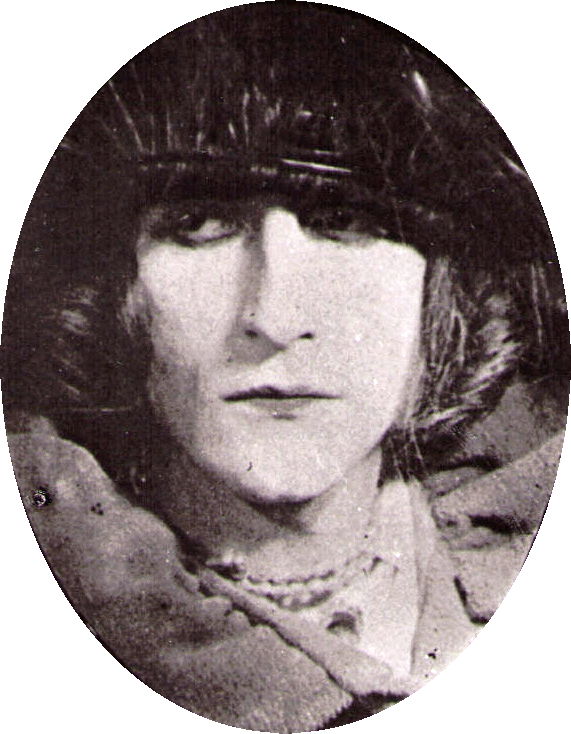
Marcel Duchamp nei panni di Rrose Sélavy, fotografato da Man Ray.

Per Duchamp si è trattato in un certo senso di creare un "ready made". La ripetizione della "r" viene da un gioco di parole con «arrose» e Sélavy (arroser la vie) o con Eros e Sélavy, trasposizione fonetica di Éros, c'est la vie. Duchamp arriva fino a farsi fotografare in abiti femminili e firma con questo pseudonimo diverse opere, tra cui Belle Haleine - Eau de Voilette, Fresh Widow e Pourquoi ne pas éternuer? (Perché non starnutire?). Anche il cortometraggio Anémic Cinéma presenta come titolo di coda "Copyrighted by Rrose Sélavy 1926". 
- R. Mutt

Gli orinatoi sono tutti firmati R. Mutt. Secondo lo stesso Duchamp il cognome Mutt era un'alterazione di Mott, denominazione della ditta J. L. Mott che gli aveva fornito il suo esemplare. Voleva che "Mutt" rimandasse i suoi contemporanei al fumetto americano, allora molto popolare, Mutt and Jeff, di Bud Fisher, dove Mutt è un personaggio molto piccolo e Jeff uno molto grosso. Il nome Richard (rich = ricco) è il contrario dell'idea di povertà..
Duchamp ha anche fatto credere che "Mutt" fosse lo pseudonimo maschile di una delle sue amiche. Il numero di telefono da lui comunicato alla stampa era effettivamente quello della scrittrice Louise Norton.
Ne sono tuttavia  state proposte diverse altre interpretazioni.
- Marchand du sel

Viene dai colloqui di Duchamp con M. Sanouillet. 

## L'opera
Il poeta messicano Octavio Paz ha riassunto efficacemente l'essenza dell'attività di Duchamp: «le tele di Duchamp non raggiungono la cinquantina e furono eseguite in meno di dieci anni: infatti abbandonò la pittura propriamente detta quando aveva appena venticinque anni. Certo, continuò "a dipingere", ma tutto quello che fece a partire dal 1913 si inserisce nel suo tentativo di sostituire la "pittura-pittura" con la "pittura-idea". Questa negazione della pittura che egli chiama olfattiva e retinica (puramente visiva) fu l'inizio della sua vera opera. Un'opera senza opere: non ci sono quadri se non il Grande Vetro (il grande ritardo), i ready-mades, alcuni gesti e un lungo silenzio».

## La pittura
La pittura non dovrebbe essere solamente retinica o visiva; dovrebbe aver a che fare con la materia grigia della nostra comprensione invece di essere puramente visiva […] Per approccio retinico intendo il piacere estetico che dipende quasi esclusivamente dalla sensibilità della retina senza alcuna interpretazione ausiliaria.
Gli ultimi cento anni sono stati retinici. Sono stati retinici perfino i cubisti. I surrealisti hanno tentato di liberarsi da questo e anche i dadaisti, da principio. […] Io ero talmente conscio dell'aspetto retinico della pittura che, personalmente, volevo trovare un altro filone da esplorare.»
Se Duchamp avesse realizzato solo le tele dipinte prima del Grande Vetro, si sarebbe abbondantemente guadagnato un ruolo di primo piano nella storia delle avanguardie storiche. Dopo una giovinezza influenzata dall'impressionismo, nel 1911, a ventiquattro anni realizzò i notevoli Corrente d'aria sul melo del Giappone, Giovane e fanciulla in primavera e Macinino da caffè, di gusto fauve. I celebri dipinti del 1912: Nudo che scende le scale n. 2, Il passaggio dalla vergine alla sposa, Sposa, La sposa messa a nudo dagli scapoli, segnano un passaggio importantissimo nella storia del cubismo e del futurismo, per lo studio del movimento, e allo stesso tempo chiudono definitivamente l'esperienza di Duchamp con la pittura comunemente intesa. Le tele "in movimento" (culminate nel Nudo che scende le scale n. 2) potrebbero essere etichettate come futuriste, ma il contatto di Duchamp con questi artisti fu nullo, e l'unica ispirazione dichiarata era la cronofotografia di Eadweard Muybridge. Il trattamento del movimento nel futurismo era infatti ben lontano dagli obiettivi di Duchamp, che virò ben presto verso la Sposa e il suo mondo. Il resto dell'opera grafica sarà rivolto a schemi, disegni e studi per elementi del Grande Vetro, o variazioni sullo stesso tema (la Macinatrice di cioccolato (1913), Cols alités (1959), Il Grande Vetro completato (1965), ai disegni degli ultimi due anni, e a clamorosi gesti di "ritocco" come i baffi affibbiati alla Monna Lisa di L.H.O.O.Q. (1919).
Un'esperienza emblematica del valore della casualità nel pensiero dell'artista potrebbe considerarsi 3 stoppages étalon (3 rammendi tipo) del 1913 che esprime appunto l'uso pianificato e incondizionato di un procedimento aleatorio. In essa 3 fili di un metro ciascuno vennero fissati per sempre, mediante lacca, nelle tre diverse curve che essi assunsero, naturalmente e casualmente, una volta lasciati cadere da un metro d'altezza su una superficie di stoffa blu.
Quelle tre curve costituirono il profilo di altrettante sagome in legno conservate come "campioni" metrici: una unità di misura fissata per sempre da un evento istantaneo e casuale.
Come sempre, il più vasto e completo materiale interpretativo su Duchamp è fornito da Duchamp stesso, che durante la sua vita lavorò spesso a stretto contatto con i critici impegnati nel decifrare le sue opere, dispensando indizi e suggerimenti ambigui.
A questi si aggiungono, nelle interviste, numerose prese di posizione estremamente nette riguardo al concetto di arte e alla pittura: tra le più famose, il rifiuto della pittura "retinica" o "olfattiva" (con riferimento all'odore di trementina) puramente superficiale, nata dall'impressionismo e proseguita con le avanguardie storiche cubiste e futuriste.

## IlGrande Vetro
(Marcel Duchamp)
A partire dal 1915, Duchamp lavorò a La sposa messa a nudo dai suoi scapoli, anche (traduzione di La Mariée mise à nu par ses célibataires, même), chiamato anche Il grande vetro: questo "quadro" è formato da due enormi lastre di vetro (277 x 176 cm) che racchiudono lamine di metallo dipinto, polvere, e fili di piombo. Nel 1923, lo lasciò "definitivamente incompiuto".
Il Vetro contiene e sviluppa tutta l'attività passata e futura di Duchamp, e nel tempo ha dato origine a una tale quantità di interpretazioni da farlo ritenere una delle opere più complesse e affascinanti di tutta la storia dell'arte occidentale. Durante un trasporto, subì dei danni consistenti, ma l'artista decise di non riparare l'opera proprio per dimostrare di accettare, complice del caso, la completa riassunzione-integrazione nell'opera del suo carattere inerziale di "cosa". L'opera può avere anche un'altra lettura: "La mariée mise à nu par ses célibataires" si può leggere come "La Marie est mise à nue per ses céli-batteurs" cioè "Maria è messa nella nuvola dei propri trebbiatori". Maria messa nella nuvola sarebbe la Vergine e in effetti il Grande Vetro è diviso in due metà come nelle iconografie tradizionali in cui nella metà superiore una nuvola composta da tre quadrati sta per accogliere la Madonna. Dal 1954, è conservato al Philadelphia Museum of Art. La sua descrizione comincia dal nome: Duchamp prescrive di non chiamarlo "quadro", ma "macchina agricola", "mondo in giallo" o "ritardo in vetro". Se la seconda denominazione ha dato adito alle più disparate interpretazioni, la "macchina agricola" è un attributo facilmente riconoscibile, dalla "fioritura arborea" della Sposa ai complessi meccanismi di trebbiatura dell'"apparecchio scapolo". Tutta la complessa attività del Grande Vetro è descritta in dettaglio dallo stesso Duchamp (anche se in forma frammentaria, ermetica e allusiva) nelle due raccolte di appunti, la Scatola verde e la Scatola bianca.

### La macchina celibe
La parte inferiore del Vetro è composta da un complesso meccanismo costituito dal mulino ad acqua, dalle forbici, dai setacci, dalla macinatrice di cioccolato e dai testimoni oculari. Sopra il mulino è situato il "cimitero delle livree e delle uniformi", dove i nove stampi maschi rappresentano le diverse identità dello scapolo (Corazziere, Gendarme, Lacchè, Fattorino, Vigile, Prete, Impresario di pompe funebri, Capostazione, Poliziotto).
Questo mondo inferiore è il regno del molteplice (i nove stampi), della complessità e della materia: tutti gli elementi sono rappresentati in una rigida prospettiva, che accentua l'effetto di corporeità delle lamine metalliche. Lo scapolo, al suono delle sue litanie, "macina da solo la sua cioccolata": è identificato col "gas illuminante", che subisce una serie di complicate trasformazioni e passaggi di stato, secondo una "fisica divertente", passando attraverso i vari ingranaggi dell'apparecchio.

## Nudo che scende le scale (n.2)
Il dipinto realizzato nel 1912, il Nudo che scende le scale n.2 sovverte le regole del Cubismo per arrivare ad una nuova ricerca della vivacità e del movimento. Duchamp non è dunque interessato alla rappresentazione di più punti di vista nello stesso momento, bensì alla descrizione dello stesso soggetto scomposto in più punti di vista, ma ripetuto in diversi momenti successivi, traendo ispirazione dalle recenti scoperte della cronofotografia di Marey. In questo modo, non solo l'artista risolve la più grande debolezza del Cubismo, ovvero l'estrema staticità, ma compie il primo passo verso un uso del mezzo pittorico che porterà alla sperimentazione astratta. La figura anatomica si scompone in piani e linee che lasciano solamente intuire la presenza ed il ritmico succedersi dei movimenti della figura, il quale è visivamente accompagnato da veri e propri segni iconici che lo rappresentano, come potrebbe accadere in un fumetto. La scala su cui si plasma la figura è pura forma, si innesta su se stessa, è contemporaneamente in salita ed in discesa, in infinito movimento, si fonde in una danza col soggetto, in un paradosso di Zenone in cui più la figura si divide, più sembra dividersi. L'opera fu rifiutata dal Salon des Independénts: la giuria si convinse che l'intenzione di Duchamp volgesse a prendersi gioco del Cubismo, adducendo come aggravante il fatto che il titolo avesse sembianze sin troppo “fumettistiche”. Nel 1913 l'opera fu inviata all'Armory Show di New York, dove fece scandalo e allo stesso tempo suscito l'ammirazione di alcuni artisti americani. Fu anche la vivacità del dibattito ad indurre Marcel a trasferirsi a New York nel 1917.

## Etant donnés
Étant donnés è il lavoro finale di Duchamp, che sconvolse il mondo artistico che credeva che egli avesse abbandonato l'arte molti anni prima per dedicarsi unicamente agli scacchi (gioco nel quale eccelse, al punto di far parte della squadra olimpica francese). Egli ci lavorò segretamente per vent'anni nascondendo la sua esistenza anche agli amici più cari. Alloggiata in un locale appositamente scelto, Duchamp lasciò le istruzioni per ricostruirla dopo la sua morte all'interno del Museo di Philadelphia, dove si trova tuttora. 

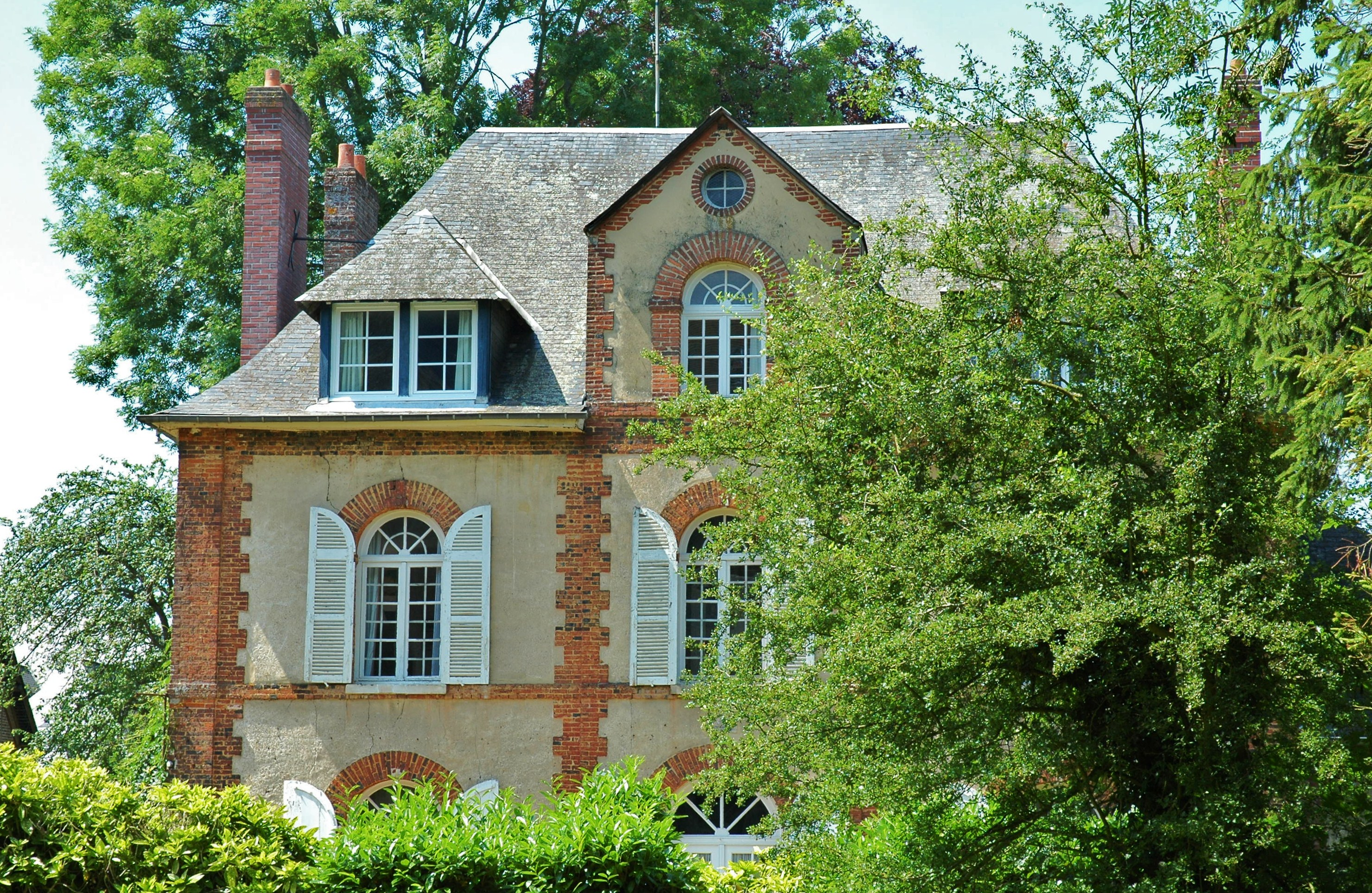
La casa natale di Marcel Duchamp a Blainville-Crevon in Normandia

## Fortuna di Duchamp e influenza sull'arte contemporanea
L'orinatoio Fontana (1917) e la Monna Lisa con baffi e pizzetto di L.H.O.O.Q. (1919), benché probabilmente travisati come semplici gesti iconoclasti, sono certamente tra gli oggetti più famosi dell'arte del XX secolo. L'influenza di Duchamp sugli artisti successivi, benché enorme e ingombrante, è molto mediata, tanto che non è facile riconoscere degli epigoni diretti. Di sicuro, il concetto di ready-made, insieme al problema del gesto dell'artista come "selettore" dell'oggetto d'arte, sono stati il punto di partenza per le varie forme di arte concettuale. Il ready-made è un comune manufatto di uso quotidiano (un attaccapanni, uno scolabottiglie, un orinatoio, ecc.) che assurge ad opera d'arte una volta prelevato dall'artista e posto così com'è in una situazione diversa da quella di utilizzo, che gli sarebbe propria. Il valore aggiunto dell'artista è l'operazione di scelta, o più propriamente di individuazione casuale dell'oggetto, di acquisizione e di isolamento dell'oggetto. Ma alcune ricerche recenti fanno capire anche quali investimenti simbolici ci fossero nel momento cui Duchamp attribuiva all'oggetto un titolo (il caso è quello celebre dell'orinatoio d'uso comune che Duchamp intitola Fountain e di cui M. Cecchetti recentemente ha messo in luce il sottofondo simbolico che lo lega non soltanto al tema femminile, come già esposto dalla critica, ma a una serie di riferimenti culturali e storici nell'anno in cui Duchamp lo presentò, ovvero il 1917, anno decisivo nello scenario occidentale segnato dalla Grande Guerra).

## Morte

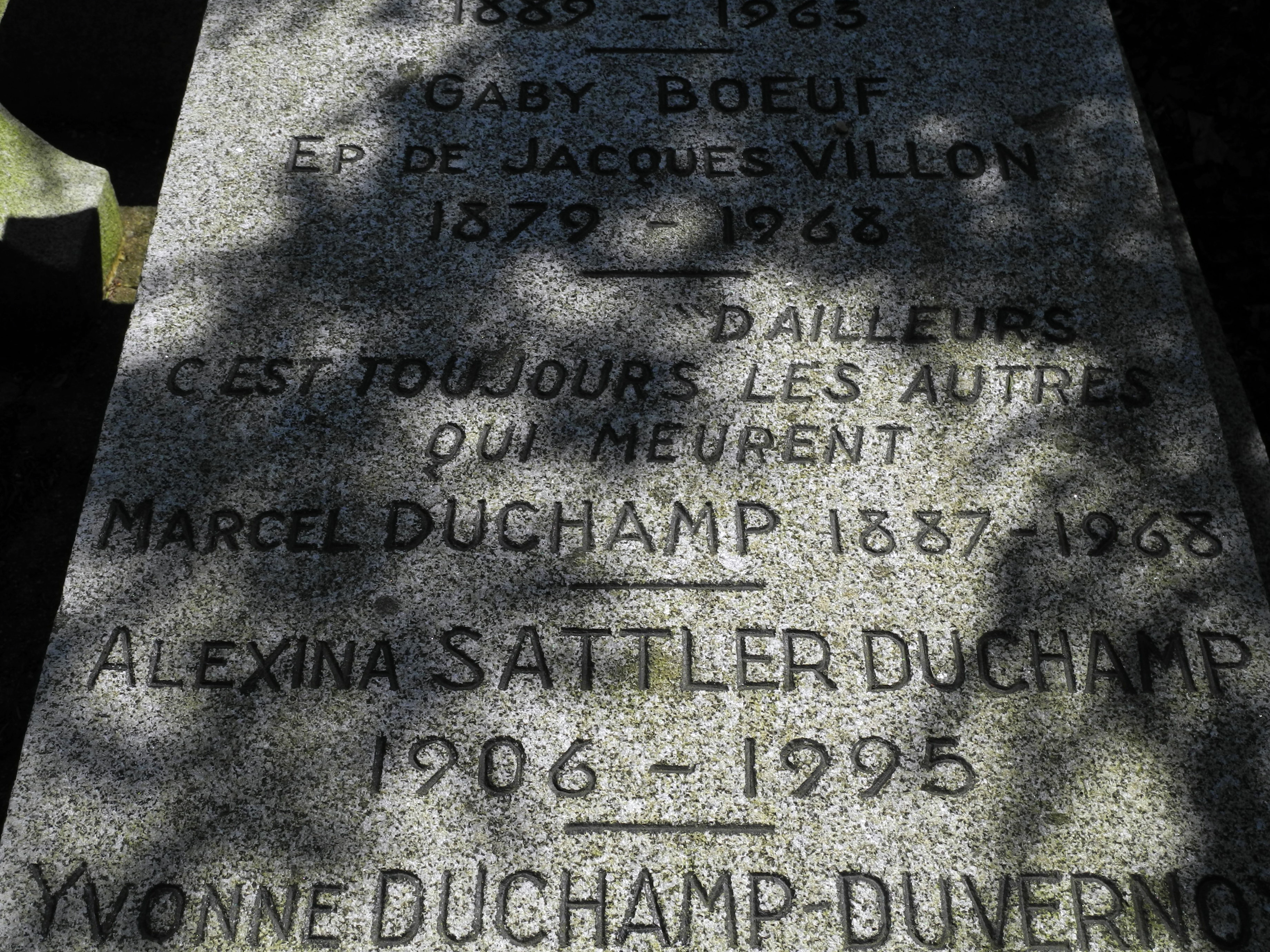
La tomba di Marcel Duchamp al Cimitero monumentale di Rouen

Marcel Duchamp muore il 2 ottobre 1968 a Neuilly-sur-Seine e viene sepolto nel cimitero di Rouen. Sulla sua tomba si può leggere l'epitaffio, composto da lui stesso: «D'ailleurs c'est toujours les autres qui meurent» ("D'altronde sono sempre gli altri che muoiono").

## Filmografia
- Anémic Cinéma, 1926
- The Witch's Cradle, 1943. Collaborazione con la regista Maya Deren e interprete del film stesso.

## Testi correlati
- Michele Dantini, Macchina e stella. Tre studi su arte, storia dell'arte e clandestinità: Duchamp, Johns, Boetti, Johan & Levi, Milano 2014.